# ダブリン市民
『ダブリン市民』（ダブリンしみん、Dubliners）は、ジェイムズ・ジョイス初期の短編小説集で、アイルランドの首都ダブリンを舞台としている。

## 概要
ジョイスの他の作品同様に、ダブリンで生きる人々の生活を描いた全15編の連作短編集。1905年にロンドンで出版を試みたが断られ、1909年にはダブリンの出版社に一度は合意を取り付けながらも3年後、出版にこぎ着けることなく合意を解消。最終的には、1906年にローマで書かれた短編 (The Dead、「死者たち」) を加えて1914年にロンドンで出版された。
ジョイスの作品においては、アイルランドでの経験がその根本的な構成要素となっており、すべての著作の舞台や主題の多くがそこからもたらされている。ジョイスの初期の成果を集成した短篇集『ダブリン市民』は、ダブリン社会の停滞と麻痺の鋭い分析である。多くの大学で英文講読テキストに採用されている。

### エピファニー
同書中の作品には「エピファニー (en)」が導入されている。エピファニーとはジョイスによって特有の意味を与えられた語で、ものごとを観察するうちにその事物の「魂」が突如として意識されその本質を露呈する瞬間のことであり、ジョイス以降こうした事物の本質の顕現をテーマとする作品のことを「エピファニー文学」と呼ぶようになった。

### 「死者たち」
短篇集の最後に置かれた最も有名な作品「死者たち」は1987年に『ザ・デッド/「ダブリン市民」より』として映画化され、ジョン・ヒューストンの最後の監督作品となった。その後2000年にはミュージカルになっている。この作品は15,000〜16,000ワードから成り、単独でも中編小説に分類される。

## 構成
短編集を構成する各編は以下である。原題に続いてカッコ書きで示した邦題は米本 (「ダブリンの人びと」、筑摩書房、2008年) による。
- The Sisters (姉妹) - フリン神父の死後、神父と親しくしていた少年と神父の残された家族は、神父のことについて表面的にしか触れない。
- An Encounter (ある出会い) - 二人の少年が冒険に出かけ、変質者に遭遇する。
- Araby (アラビー) - 友人の姉に恋した少年は、アラビア市場で彼女にプレゼントを買おうとする。
- Eveline (イーヴリン) - 若い女性が、水夫とともにアイルランドを脱出しようと考えたが、あきらめる。
- After the Race (レースのあとで) - 大学生のジミー・ドイルは、裕福な友人と付き合おうとする。
- Two Gallants (二人の伊達男) - レネハンとコーリーと言う二人の詐欺師に雇われたメイドが、主人たちを相手に盗みを働こうとする。
- The Boarding House (下宿屋) - ムーニー夫人は、娘ポリーと自分の下宿人ドランと結婚させようとする。
- A Little Cloud (小さな雲) - 小さな雑貨商の男が、友人のイグナチウス・ガラハーと夕食をとり、かなわなかった夢について語る。
- Counterparts (対応) - 大酒飲みのアイルランド人の公証人、ファリントンは、パブで、あるいは息子のトムに対して、憂さを晴らす。
- Clay (土) - 老メイドのマリアは、里子だったジョー・ドネリーと彼の家族とともに、ハロウィーンを祝う。
- A Painful Case (痛ましい事故) - シニコ夫人を拒否したダフィーはその4年後、自分が彼女に孤独と死を宣告してしまっていたことに気付く。
- Ivy Day in the Committee Room (委員会室の蔦の日) - 無名の政治家が、チャールズ・スチュワート・パーネルの功績に比して恥じない行動をとろうとする。
- A mother (母親) - カーニー夫人は、娘のキャサリンをコンサートに出演させようとする。
- Grace (恩寵) - バーの階段から落ちてケガをしたカーナン氏を、友人たちはカトリックに改宗させようとする。
- The Dead (死者たち) - 雪の中、叔母ケイトらの主催する夜会に参加したガブリエル・コンロイは、その後で、妻グレタの告白を聞く。

## 映画化
- 1987年 「死者たち」(上述)
- 1999年 デニス・コートニー (Dennis Courtney) により Araby がショートフィルムとして映画化される [2]
- 2000年 リチャード・ネルソン (Richard Nelson) とショーン・デイヴィー (Shaun Davey) の脚本で「死者たち」がミュージカルとして上演され、トニー賞を獲得した

## 日本語訳（単行版）
- 永松定訳『ダブリンの人々』 金星堂、1933年
- 安藤一郎訳『ダブリン市井事』 弘文堂〈世界文庫（上下）〉、1941年
- 安藤一郎訳[3]『ダブリン市民』 新潮文庫、1953年、改版1971年、再改版2004年（71刷）。グーテンベルク21（電子書籍、2015年より）で再刊。
- 飯島淳秀訳『ダブリン人』 角川文庫、1958年
- 高松雄一訳『ダブリンの市民』 集英社、1999年／旧版は福武文庫、1987年
- 結城英雄訳『ダブリンの市民』 岩波文庫、2004年
- 米本義孝訳『ダブリンの人びと』 ちくま文庫、2008年
- 柳瀬尚紀訳『ダブリナーズ』 新潮文庫（新訳版）、2009年